# Robelela
Robelela – wieś w Botswanie w dystrykcie Central. Według spisu ludności z 2011 roku wieś liczyła 829 mieszkańców.